# Phrynetini
Phrynetini – plemię chrząszczy z rodziny kózkowatych i z podrodziny zgrzypikowych. 

## Zasięg występowania
Przedstawiciele tego plemienia występują w Afryce (w tym na Madagaskarze i na Komorach), płd. Azji oraz na Małych Antylach.

## Systematyka
Do Phrynetini zalicza się 65 gatunków i 12 rodzajów:
- Brachytritus
- Calothyrza
- Euryphryneta
- Eurysops
- Homelix
- Paraphryneta
- Paromelix
- Phryneta
- Phrynetoides
- Phrynetopsis
- Pseudhomelix
- Stenophryneta